# Немецкая пехота

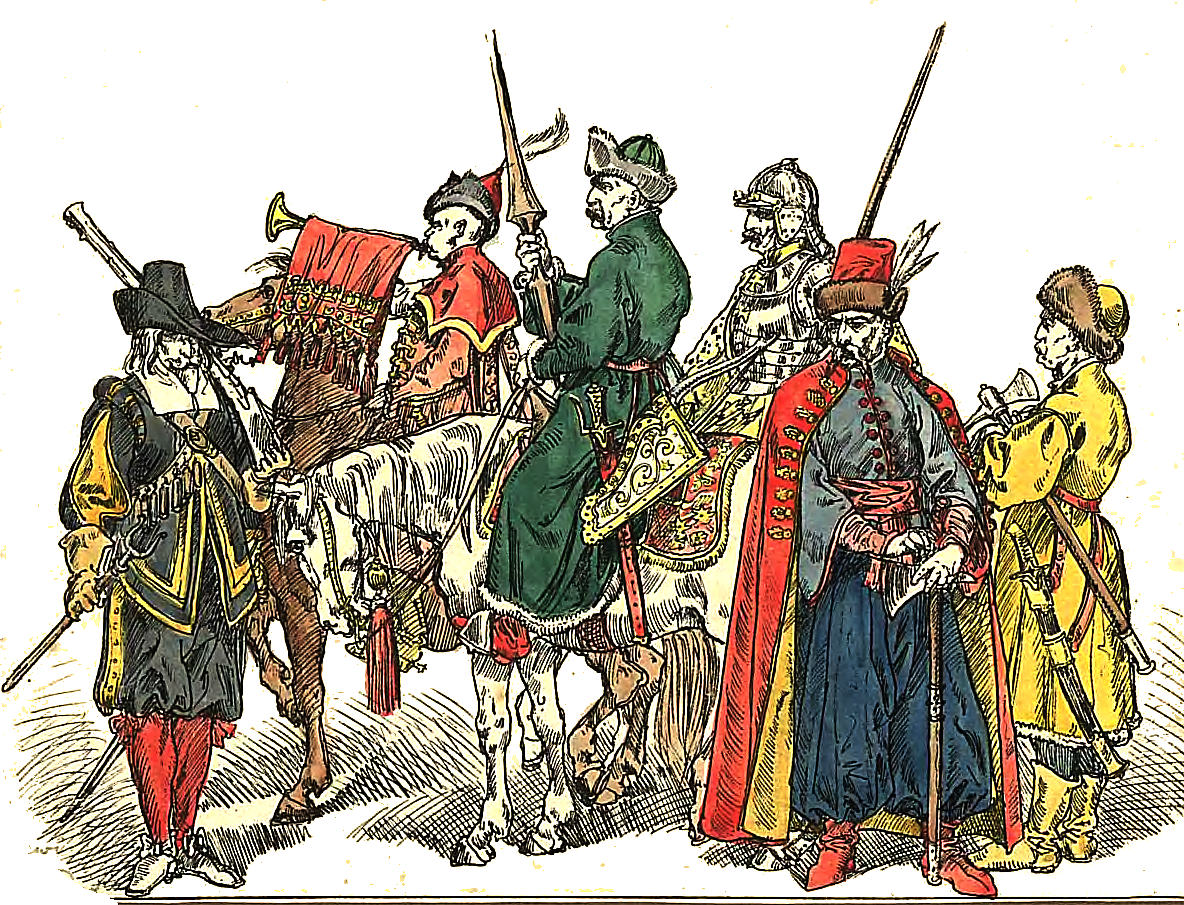
Ян Матейко. Польские солдаты (1633—1668).

Пехота немецкая (так называемые немцы) — пехота иностранного обучения, созданная в ходе реформы польской армии при Владиславе IV в 1633 г.. Была организована по немецкому образцу и использовала в основном огнестрельное оружие.
Иностранный контингент пехоты набирался в основном в странах Священной Римской империи и обучался по немецким образцам. Однако в немецкую пехоту набирались поляки, которых служившие там иностранцы обучали по голландско-шведским образцам. Только командование оставалось немецким. Иногда на польской службе сражалась и наёмная шотландская пехота, имевшая дополнительно алебарды. Пехотные полки в Англии и Шотландии обычно насчитывали не более 200—300 солдат.
Немецкая пехота была организована в полки (по 1000—2000 порций, то есть 900—1800 солдат). Эти части состояли из штаба полка и нескольких-десятков компаний (компании иногда назывались ротами и состояли из 100—170 солдат). Командиром полка был офицер-полковник. Штат большого полка обычно состоял из подполковника, майора, квартирмейстера, секретаря, ревизора, капеллана, вахмейстера, фельдшера, профоса, командира подвижного состава, барабанщика полка и, возможно, ещё несколько человек (помощники, музыканты и др.). Каждая компания включала в себя штат роты из капитана, лейтенанта, прапорщика, оружейника, фельдшера, двух сержантов, занимающегося поставками продовольствия фуражира, трех капралов, нескольких барабанщиков и, возможно, ротного писца..
Солдаты были вооружены рапирами (или саблями, если солдаты набирались в пределах Речи Посполитой) и мушкетами калибра 12-18 мм, весом 6-7 кг. Заряд пороха, необходимый для производства выстрела, составлял 41 грамм. У мушкетов был более длинный ствол, чем у аркебуз, что приводило к большей дальности стрельбы. Из-за веса этого оружия понадобилась ещё и опора в виде вилки. Как правило, Войско Речи Посполитой не нуждалось (и поэтому не вербовало) в копейщиках, так как они не нужны были для защиты пеших полков — их обычно защищала от атак противника более крупная польская кавалерия.
Тактикой этого рода войск был контрмарш — шеренга появлялась перед частью, после выстрела отступала, чтобы перезарядить мушкет, а её место занимала следующая шеренга Это было более медленнее огневых атак, потому что мушкетерам требовалось больше места и времени (например, для установки опоры). 
Немецкая пехота были более многочисленны, чем венгерская или польская пехота, так как обычно зачислялись готовые и обученные части.
При обороне Восточных кресов от татар наемная пехота обычно не играла большой роли из-за быстроты передвижения кочевых орд, если только не являлась гарнизоном атакуемых укреплений.